# Grup Islàmic Komal
El Grup Islàmic Komal és un moviment polític kurd que troba les arrels el 1984 i fou fundat amb aquest nom el 2001, sent rebatejat després Grup Islàmic del Kurdistan.

## Història
El 1984 es va organitzar el moviment islàmic Komal per dirigir la lluita armada contra el Baas, dirigit pel xeic Muhammad Barzinji. El 1987 va esclatar una revolta islàmica a Halabja i Shahrazur contra la destrucció d'aquestos pobles pels iraquians. Xeic Uthman Abdul Aziz, un dels caps dels Germans Musulmans al Kurdistan i fundador del Moviment Islàmic del Kurdistan, va tenir un paper considerable en la revolta; el xeic i molts dels participants a la revolta d'Halabja van marxar d'Iraq cap a l'Iran i allí va trobar a Muhammad Barzindji que dirigia el moviment islàmic Komal, i era el cap de la Lliga d'Erudits Musulmans del Kurdistan, que va suggerir una unió de les dues forces (sota la direcció del xeic Uthman) naixent així el Moviment Islàmic del Kurdistan/Iraq com a moviment jihadista en lluita contra el govern iraquià.
El 1992 una facció dels Germans Musulmans (Moviment Islàmic del Kurdistan) dirigida pel xeic Siddik Abdul Aziz va fundar el Moviment del Renaixement Islàmic (Nahdah). Després de molts esforços per unir el Grup Islàmic (la resta dels Germans Musulmans) i el Moviment del Renaixement Islàmic (Harakat al-Nahda al-Islamiyya), es va constituir el Moviment de la Unió Islàmica al Kurdistan/Iraq (IUMK) l'agost de 1999. Pel seu costat la Unió Islàmica del Kurdistan seguia existint separadament.
Durant l'any següent es va veure que el IUMK no podia sobreviure i era un partit mort en les circumstàncies del moment, sense cap possibilitat enfront del Moviment Islàmic del Kurdistan. Llavors els reformistes de l'organització, és a dir l'ala d'Ali Bapir, cap del Komal, i el cap de la facció reformista del Moviment del Renaixement, aliats amb altres persones individuals, van crear una aliança i finalment l'agost del 2000 es va celebrar una conferència, que va aprovar la línia reformista; els oposats a aquesta van rebutjar els resultats (tot i haver promès que ho farien); això va portar una greu crisi i el moviment quasi va desaparèixer. A costa de moltes concessions al sector dur la crisi es va superar, però després d'una concessió se'n demanava una altra i la crisi es va arrossegar mesos i era obvi que tot i s'hi hi havia un compromís la situació de la IUMK seria pitjor que abans, així que les dues parts van decidir construir un nou moviment i el 31 de maig de 2001 el Grup Islamic (Komal) va quedar constituït sobre noves bases, dirigit pel xeic Ali Bapir i amb la major part de l'ala reformista del Renaixement, però l'amplitud de la política del Komal va atreure encara un tercer grup, els neutralistes del xeic Muhammad Barzinji, i molts peixmergues (milicians) i com que el Komal no va respondre als actes de l'altra part, hi va haver pau.
Bapir fou empresonat pels americans el juliol del 2003 i alliberat l'abril del 2005; fou acusat falsament de planificar atacs contra la coalició i d'ajudar a l'extremista grup islamista Ansar al-Islam, i de mantenir relacions amb el règim de Saddam i amb Iran. El Grup Islàmic Komal va adoptar el nom de Grup Islàmic del Kurdistan, per concórrer a les eleccions del 2005.
Va participar en les eleccions regionals del 2005 amb un bon èxit, amb el 4,86% dels vots i 6 escons; i a les parlamentàries de l'Iraq del gener del 2005 va obtenir el 0,72% (60.600 vots) i dos escons. A les parlamentàries sota la nova constitució, el desembre de 2005, va concórrer a la llista de l'Aliança Democràtica i Patriòtica del Kurdistan i li fou assignat un escó.
El 2009 a les regionals del Kurdistan va participar dins la Llista del Servei i la Reforma, obtenint aquesta llista el 12,8% i 13 escons.
En les eleccions generals de l'Iraq del 2010 va aconseguir 152500 vots i 2 escons.

## Resultats electorals

### Eleccions legislatives (Iraq)
| Any  | Vots    | %     | Escons  | +/– | Pos.  | Govern |
| ---- | ------- | ----- | ------- | --- | ----- | ------ |
| 2014 | 137,504 | 1.06% | 3 / 329 | Nou | = 16è |        |
| 2018 | 96,876  | 0.93% | 2 / 329 | 1   | 18è   |        |
| 2021 | 64,025  | 0.72% | 1 / 329 | 1   | 17è   |        |